# Britt Elfving
Britt Elfving, född 29 december 1947, var svensk mästarinna i konståkning fem år i rad 1965–1969 samt nordisk mästarinna åren 1966, 1967 och 1969. Hon tävlade under dessa år för Djurgårdens Idrottsförening (DIF).
Elfving utbildade sig efter konståkningskarriären till fysioterapeut och doktorerade vid Karolinska Institutet där hon fortsatte med forskning och undervisning till sin pensionering 2014.
Hösten 2021 gav hon ut en bok om sin konståkningstid, Prinsessa för en tid.